# 比代阿内斯
比代阿内斯，是西班牙卡斯蒂利亚-莱昂萨莫拉省的一个市镇。 总面积13平方公里，总人口117人（2001年），人口密度9人/平方公里。